# Milca (nombre)
Milenka o Milca es un nombre propio femenino en su variante en español. Procede del hebreo מִלְכָּה (Milkāh) y significa Reina o el origen de lo bueno. En la bibilia Mical (hebreo: מיכל, también referida como Milenka, Michal, Micol o Mikal) es la menor de las hijas del rey Saúl, fue esposa del rey David, quien la obtuvo por matar a doscientos hombres de los filisteos trayendo los prepucios de ellos a modo de dote al rey Saúl. Su madre fue Ahinoam y era también hermana de Jonatán.

## Origen
Milca es el nombre de un personaje bíblico del Antiguo Testamento:

### El personaje bíblico
Milca aparece en el libro de los Números como una de las cinco hijas de Zelofejad, uno de los líderes de la Tribu de Manasés en la época del segundo censo de los israelitas que Moisés realizó durante la estancia en el desierto. La historia de dicho clan toma relevancia para los judíos por el hecho de que, hasta entonces, las hijas no tenían derecho de sucesión. Al no haber tenido hijos varones, ellas debieron hacer un pedido especial a un anciano Moisés, el cual fue concedido. Este hecho les permitió reclamar a Josué las tierras y herencias de su padre. Esto fue tomado como referencia y precedente en la cultura judía.
También aparece en el Genesis como ascendencia de Rebeca esposa de Isaac.

## Equivalencias en otros idiomas
| Idioma           | Variante                |
| ---------------- | ----------------------- |
| Español          | Milca                   |
| Inglés           | Milcah                  |
| Catalán          | Mildà                   |
| Deutsch          | Milka (Bibel)           |
| עברית            | מילכה                   |
| Bahasa Indonesia | Milka                   |
| polski           | Milka (postać biblijna) |
| português        | Milca                   |
| română           | Milca                   |
| русский          | Милка                   |
| українська       | Мілка (Біблія)          |